# Stará Kremnička
Stará Kremnička este o comună slovacă, aflată în districtul Žiar nad Hronom din regiunea Banská Bystrica. Localitatea se află la altitudinea de 285 m deasupra n.m., se întinde pe o suprafață de 13,5 km2 și în 2017 număra 1.143 de locuitori.

## Istoric
Localitatea Stará Kremnička este atestată documentar din 1442.

## Demografie
| An:                | 1994 | 2004    | 2014   | 2024   |
| ------------------ | ---- | ------- | ------ | ------ |
| Număr de persoane: | 943  | 1079    | 1097   | 1100   |
| Diferență:         |      | +14,42% | +1,66% | +0,27% |

| An:                | 2023 | 2024   |
| ------------------ | ---- | ------ |
| Număr de persoane: | 1118 | 1100   |
| Diferență:         |      | −1,61% |